# Аристарко, Гуидо
Гуидо Аристарко (7 октября 1918, Фоссачезия — 11 сентября 1996, Рим) — итальянский сценарист и кинокритик.

## Биография
Родился в семье железнодорожного рабочего и в раннем детстве много переезжал; вырос в Мантуе. С юных лет был сторонником марксизма. 
В 1948 — 1952 годах был редактором журнала «Cinema», с 1952 — журнала «Cinema nuovo». В 1951-52 и в 1958-59 годах преподавал в Миланском университете. 
В 1952 году основал журнал «Cinema Nuovo» (рус. «Новое кино»). В 1953 году написал сценарий к фильму L’armata s’agapò, в котором была усмотрена клевета на вооружённые силы страны, вследствие чего был арестован на 45 дней. В 1969 году выиграл первый в Италии конкурс кинокритиков. Со второй половины 1970-х годов сотрудничал с италоязычным югославским журналом о кино Panorama.
Впоследствии занялся преподавательской деятельностью: преподавал в Туринском университете до начала 1980-х годов, затем заведовал кафедрой истории и критики кино гуманитарного факультета Римского университета. В 1989 году ушёл на пенсию. Написал большое количество научных работ по теории и истории кино, творчеству известных итальянских кинорежиссёров и кинематографе Италии в период фашистского режима.